# التآلف الوطني الإسلامي
التآلف الوطني الإسلامي هي منظمة سياسية شيعية في الكويت. تأسست هذه الكتلة في 26 يونيو 2022 بعد انشقاقها عن الكتلة الشيعية التحالف الوطني الإسلامي.
قبل انتخابات عام 2022، أدت سلسلة من الخلافات بين أعضاء التحالف الوطني الإسلامي إلى تفكك التحالف إلى تحالفين. شكل أعضاء رئيسيون في التحالف الوطني الإسلامي، ولا سيما أحمد لاري، التآلف الوطني الإسلامي في 22 يونيو. في انتخابات عام 2022، فاز كلا مرشحيه، لاري من الدائرة الأولى وهاني شمس من الدائرة الخامسة، بمقاعد في البرلمان.

## نتائج الانتخابات
| انتخاب | قائد        | المقاعد | +/–  |
| ------ | ----------- | ------- | ---- |
| 2022   | صالح الموسى | 2 / 50  | جديد |
| 2023   | صالح الموسى | 2 / 50  | 0    |
| 2024   | صالح الموسى | 2 / 50  | 0    |